# Cantón de Laon-Norte
El cantón de Laon-Norte era una división administrativa francesa, que estaba situada en el departamento de Aisne y la región de Picardía.

## Composición
El cantón estaba formado por ocho comunas y una fracción de la comuna que le daba su nombre:
- Aulnois-sous-Laon
- Besny-et-Loizy
- Bucy-lès-Cerny
- Cerny-lès-Bucy
- Chambry
- Crépy
- Laon
- Molinchart
- Vivaise

## Supresión del cantón de Laon-Norte
En aplicación del Decreto n.º 2014-202, de 21 de febrero de 2014, el cantón de Laon-Norte fue suprimido el 22 de marzo de 2015 y sus 9 comunas pasaron a formar parte del nuevo cantón de Laon-1, excepto la fracción de Laon que modificó su perímetro.